# فرانسیس دونوان
فرانسیس دونوان یک روزنامه‌نگار و مجری است که برنامه‌های تلویزیونی و رادیویی را در رویدادهای مهم بی‌بی‌سی و آی تی وی، از جمله جام جهانی راگبی، المپیک، بازی‌های کشورهای مشترک المنافع و بفتاس را گویندگی کرده‌است.
دونوان در کاردیف، ولز به دنیا آمد. او به مدرسه در چپستاو رفت. او زبان انگلیسی و تاریخ را در کالج دانشگاهی کاردیف خواند و بعداً مدرک کارشناسی ارشد خود را در روزنامه‌نگاری پخش در بریستول گرفت. او با مدیر عکاسی و نورپردازی اندرو کوتی ازدواج کرده‌است.